# Hirtella longifolia
Hirtella longifolia är en tvåhjärtbladig växtart som beskrevs av Joseph Dalton Hooker och George Bentham. Hirtella longifolia ingår i släktet Hirtella och familjen Chrysobalanaceae. Inga underarter finns listade i Catalogue of Life.